# Andrea Consigli
Andrea Consigli (* 27. Januar 1987 in Mailand) ist ein italienischer Fußballspieler.

## Karriere

### Verein

#### Karrierebeginn in Bergamo (1998–2014)
Consigli begann seine Karriere im Alter von elf Jahren in der Jugendabteilung von Atalanta Bergamo und durchlief jede Jugendmannschaft.
2005 stieg er in den Profikader auf, spielte allerdings weiterhin in der Jugend. In den Saisons 2006/07 und 2007/08 wurde er an die SS Sambenedettese (Serie C) und an die AC Rimini 1912 (Serie B) verliehen und absolvierte jeweils 32 und 35 Spiele.
Nach seiner Rückkehr kam Consigli am 1. Oktober 2008 im Pokalspiel gegen Lazio Rom erstmals für die Profimannschaft von Atalanta Bergamo zum Einsatz. Ab Frühjahr 2009 löste er Ferdinando Coppola als Stammtorhüter ab und stand fortan regelmäßig in der Startelf. Am Ende der Saison 2009/10 stieg er mit dem Verein als Tabellenachtzehnter in die Serie B ab, schaffte jedoch bereits im folgenden Jahr als Zweitligameister den direkten Wiederaufstieg. In dieser Saison wurde Consigli zudem in das Team des Jahres der Serie B gewählt. In den darauffolgenden drei Spielzeiten etablierte sich Atalanta im unteren Mittelfeld der Serie A, wobei Consigli ununterbrochen zur Stammformation gehörte. Insgesamt bestritt er 201 Pflichtspiele für den Verein.

#### Elf Jahre in Sassuolo (2014–2025)
Anfang September 2014 wechselte Consigli ligaintern zur US Sassuolo Calcio, wo er sich sofort als Stammtorhüter etablierte. In der Saison 2015/16 erreichte der Verein mit dem sechsten Tabellenplatz die beste Ligaplatzierung seiner Vereinsgeschichte und qualifizierte sich damit erstmals für einen europäischen Wettbewerb. In der Qualifikation zur Europa League setzte sich Sassuolo zunächst gegen den FC Luzern sowie gegen den FK Roter Stern Belgrad durch, schied jedoch in der anschließenden Gruppenphase als Tabellenletzter vorzeitig aus. In den folgenden Jahren blieb Consigli die unangefochtene Nummer eins im Tor und absolvierte acht weitere Spielzeiten mit Sassuolo im Mittelfeld der Serie A.
Nach dem Abstieg von Sassuolo in die Serie B zum Ende der Saison 2023/24 lehnte Consigli mehrere Transferangebote zum Unmut der Vereinsführung ab. In der Spielzeit 2024/25 fand er dadurch keine Berücksichtigung mehr und gehörte nicht mehr dem Kader an. Dem Verein gelang in diesem Jahr als Zweitligameister der direkte Wiederaufstieg in die Serie A, während Consigli im Sommer 2025 mit Auslaufen seines Vertrags den Verein verließ. Zu diesem Zeitpunkt war er mit 372 Einsätzen hinter Francesco Magnanelli und Domenico Berardi der Spieler mit den drittmeisten Einsätzen für die US Sassuolo Calcio.

### Nationalmannschaft
Consigli durchlief jegliche U-Nationalteams der Italiener und war Teil der Mannschaft, die bei der U-21-EM 2009 knapp gegen Deutschland im Halbfinale scheiterte. Zudem war er Teil der italienischen Olympiamannschaft 2008 in Peking, wo man sich allerdings im Viertelfinale des Turniers den Belgiern unterlag.
Seine erste Einberufung für das italienische Nationalteam erhielt er 2012, wo er im Kader für das freundschaftliche Länderspiel gegen England am 15. August stand, dort allerdings nicht zum Einsatz kam.

## Erfolge und Auszeichnungen
- Italienischer Zweitligameister: 2005/06, 2010/11
- Aufnahme in die Mannschaft des Turniers der U-21-Europameisterschaft 2009